# 星野浩字
星野 浩字（ほしの こうじ）は、日本の漫画家。福岡県出身。男性。
最初、星野ういろう名義で成人向け漫画で活動。そして2007年、『スーパージャンプ』で『ビン～孫子異伝～』でデビュー。『スーパージャンプ』休刊に伴い『グランドジャンプPREMIUM』に移籍。その後、同誌のリニューアルに伴い『グランドジャンプ』に移籍した。

## 作品
- 君の縄（星野ういろう名義、短編集、日本出版社）※成人向け
- ビン～孫子異伝～ (スーパージャンプ（当初は月1連載）→グランドジャンプPREMIUM→グランドジャンプ、集英社、全21巻）